# Pierre Trénitz
Pierre Trénis dit Trénitz, né  à Bordeaux le 4 février 1767, de Pierre Trénis, marchand, et de Marie Bordas, et mort à l'asile de Charenton à Saint-Maurice, Seine, actuel Val-de-Marne, le 16 juillet 1825, est un maître à danser français de la Révolution et du Premier Empire.

## Mutations et variations
L'époque du Consulat est, pour la danse, une période particulière, durant laquelle à la fois s'amalgament et se diversifient divers modes de danser. Il existait au XVIIIe siècle les danses populaires (danses traditionnelles des paysans ou danses nées d'événements particuliers comme la Carmagnole), les danses de cour (définies et réglées par l'étiquette de cour et dont on étendit l'usage aux bals donnés par la haute aristocratie, les ambassadeurs, etc.) et la danse de scène (ballets, solos ou duos dansés sur les scènes des théâtres ou devant les souverains et leur cour). 
Après la Terreur une fureur de danser prévaudra dans toutes les classes de la société, qui fera naître une multitude de bals publics ou privés; certaines danses de cour et danses populaires s'y fondront peu à peu dans une créativité chorégraphique qui "fera la mode" dans les salons, puis à la cour impériale et enfin en province et jusque dans les villages plus reculés. On ne dansera plus (ou peu) à la cour de Napoléon Ier, les rigides menuets de la cour de l'Ancien Régime, mais on y dansera des danses populaires en les adaptant à la solennité et au decorum exigés par Napoléon. (On peut aussi noter la persistance de certains rites chorégraphiques comme le Menuet de mariage dansé par la nouvelle épousée le jour de son mariage qui continuera à s'imposer dans toutes les classes de la société jusqu'au milieu du XIXe siècle.)
Brillant animateur des bals publics comme des bals de salon, Trénitz fut en outre le promoteur infatigable de ce qu’il nommait lui-même « la danse sociale », sans doute pour la différencier de la danse pratiquée par les danseurs et danseuses professionnels que l’on désignait alors comme « danse de théâtre ». Inventeur de pas et de figures complexes et raffinées inspirées des ballets chorégraphiés par Vestris, il contribua fortement à faire de la danse de salon un art difficile mais populaire : c’est l’époque où la mode de la danse parfaite se répand à Paris dans tous les milieux, puis gagne la province; sous l'Empire elle passera en Europe et jusqu’aux deux Amériques. Dans l’armée, il devint habituel (et important socialement, pour un soldat comme pour un officier) de préparer et de passer des Brevets de Danse. Des associations de danseurs se créent un peu partout jusque dans les villages pour faire venir des maîtres à danser et pour organiser des bals et des concours de danse dont on voit encore en Provence les vivaces descendants.

## Qui se souvient de Trénitz?
Comme l’écrit Desrat en 1895, dans son Dictionnaire de la danse, c’était un homme du monde et un maître à danser particulièrement doué. Était-il français comme l’écrivent nombre de ses contemporains – en dépit de son nom qui semblerait d’origine germanique ou d’Europe centrale ? Joseph d’Estournel, dans ses Mémoires signale son arrivée à Paris vers 1795, venant de Bordeaux avec un groupe d’amis qui aimaient passionnément la danse, parmi lesquels se trouvaient le sculpteur Charles Dupaty (1771-1825) et le ténor Pierre Garat (1762-1823). Laure Junot, duchesse d'Abrantès, en parle dans ses Mémoires comme d'un gentilhomme provincial ami de sa famille, "monté à Paris" pendant le Directoire.
On trouve donc trace de sa présence à Paris, dans les salons du Directoire et dans les lieux de plaisir de la capitale comme le Ranelagh où l'on dansait l'été dans les jardins, peu de temps après la Terreur. Il fait danser Thérésa Tallien, Juliette Récamier et Joséphine de Beauharnais chez Sanguin de Livry au château du Raincy. Le poète Joseph Berchoux lui consacrera ces quelques vers ironiques écrits probablement vers 1805 :
Parmi ces beaux danseurs de la société

Trénitz s’est fait un nom brillant et respecté.

Il disait aux Beautés sur ses traces pressées :

Mesdames, pour me voir étiez-vous bien placées ?

Avez-vous remarqué mon mollet sémillant,

Ma jambe libertine et mon pied agaçant ?
Dans les journaux du temps et dans de nombreux écrits qui décrivent la vie quotidienne et les mœurs du Directoire, du Consulat et du Premier Empire, on trouve mémoire de son activité de maître à danser jusque vers l’année 1810 (p. ex. l’Air de la Trénitz, musique pour danser et chanter sur des paroles toujours diverses dans les vaudevilles qui semble avoir été composé vers 1806); il n’existe cependant aucune vraie biographie du personnage. D’Estournel considère Trénitz comme un danseur « capable de rivaliser avec les gloires de l’Opéra ». Dans le Dictionnaire universel des sciences des lettres et des arts (Paris, 1857) il est écrit : « ... seuls Trénitz et Vestris battaient les entrechats jusqu’à 10... ». J. Lobet précise que « sa science valut (à Trénitz) l’amitié d’un roi » sans préciser de quel monarque il s’agit.

## Les infortunes de M. de Trénitz
Son activité était double : il enseignait la danse aux "jeunes personnes" (Laure d'Abrantès témoigne du fait qu'il fut son professeur avant qu'elle ne se marie) et il conduisait la danse ou conduisait le bal selon le rituel de l'époque, une seule personne (un homme, généralement) organisant la succession des danses, donnant les ordres à l'orchestre, annonçant aux danseurs les figures à exécuter, guidant les couples dans les figures plus compliquées et parfois exécutant des solos ou des duos brillants entre les danses. 
Recevait-il une rémunération pour cette double activité ? Les différents auteurs de mémoires n'y font pas allusion et ceux qui évoquent sa vie le décrivent comme ayant joui d'une fortune personnelle mais aussi comme totalement dépourvu d'argent au moment de sa mort. Sa fin malheureuse est évoquée à plusieurs reprises : vers 1820, Auguste Baron, dans un essai sur la danse intitulé Lettres et entretiens sur la danse, parle clairement de l’internement de Trénitz dans une maison de santé puis, faute de moyens financiers, à l’asile de Charenton où il décédera.

## Si nous dansions la trénis?
Qu'est-ce que la trénis ? C'est une contredanse qui s'insère dans le quadrille comme une de ses figures. Laquelle ? Les avis diffèrent : parfois la trénitz est désignée comme la troisième parfois comme la quatrième, précédant la figure finale. Chaque figure se dansait sur 32 mesures composées sur un rythme très vif en 6/8 ou 2/4. Mis à part le final, la danse de chaque figure ne commençait qu'à la neuvième mesure. Les mélodies, assez simples, dérivaient d'airs populaires ou de théâtre. Voici la définition de la trénitz, dansée par deux couples, telle que la donnent de nombreux dictionnaires de danse du XIXe siècle : 
- Le cavalier et sa dame en avant et en arrière (4 mesures).
- Les mêmes en avant et le cavalier, plus sa dame à la gauche du cavalier vis-à-vis, et celle-ci fait un ballotté sur place tandis qu'il retourne à la sienne (4 mes.).
- Les deux dames qui lui font face traversent, tandis que lui-même traverse entre elles (4 mes.).
- Elles font un chassé-croisé, et il ballotte sur place (4 mes.).
- On retraverse de même qu'on a traversé (4 mes.).
- Les deux couples balancent à leurs places et font le tour de main (4 mesures ; en tout 24).

## Fortune de la trénis
Vers 1840 on trouve encore la trénis, ou trénise, comme l’une des figures du quadrille, en Suède, en Irlande, à Vienne, à New York, à São Paulo... puis l’usage s’en perd et le terme tombe provisoirement dans l’oubli ; on peut noter qu’à la fin du siècle, en Italie, le librettiste Luigi Illica, en pleine saison vériste, fait encore référence à une contredanse nommée trénis dans le livret de l’opéra Andrea Chénier (1896) qu’il écrit pour le compositeur Umberto Giordano (1867-1948).

## L'ultime chassé-croisé
Le souvenir de Trénitz - sans doute parce que lié à une période plutôt marquante de l’histoire des mœurs - persiste donc dans la mémoire collective... et son personnage, vers le milieu du XIXe siècle, retourne sur la scène parisienne : dans son Histoire de l’art dramatique en France depuis vingt-cinq ans, Théophile Gautier cite un vaudeville intitulé sobrement Trénitz, présenté sans grand succès en décembre 1846 à Paris, au théâtre du Vaudeville. Les auteurs ne sont pas cités et la trame, assez faible selon Gautier, décrit un Trénitz comiquement empêtré dans des aventures galantes en compagnie du ténor Garat, son ami.
À la fin du XIXe siècle le personnage connaît finalement un succès durable, sous l’identité d’un Incroyable dans l'opérette La Fille de madame Angot (livret de Clairville, Siraudin et Koning, Bruxelles 1872) mise en musique par Charles Lecocq, représentée encore de nos jours avec grand succès dans le monde entier.

## Citations
- A. Baron, Lettres et Entretiens sur la danse, Paris 1824 : « Pendant longtemps on dansa également à la quatrième figure du quadrille la trénis qui doit son nom a son auteur Trénitz. Ce danseur aussi habile qu'original faisait, en 1816, les délices des danseuses. Le solo de la danse était pour lui d'une si grande importance qu'il s'y livrait à des sauts et des bonds dignes d'un danseur de théâtre. Sa danse et ses succès le conduisirent dans une maison de fous ou il s'éteignit presque en dansant. La musique de la trénis était de Julien, l'auteur de la mélodieuse mélodie de Rosita. » (p. 331)
- Antoine-Vincent Arnault, Souvenirs d’un sexagénaire, Paris, 1833, t. 2 : « Trenitz, le plus renommé des danseurs de ce temps-là, s’est fait, lui, (une célébrité) plus solide. Elle a duré autant que la contredanse à laquelle il avait donné son nom, et qui n’a pas été à la mode moins de deux ans. Ce Trenitz, qui avait tout son esprit dans ses jambes, a fait tourner plus d’une tête : des femmes ont quitté leur mari, et, qui pis est, leurs enfants, pour s’attacher à ses pas. Atteint du mal qu’il donnait aux autres, il est mort fou à Charenton » (p. 340).
- G. Desrat, Dictionnaire de la danse, Paris 1895 :
  - « Trénitz (…) fut un des fervents adeptes de la contredanse et y obtint un tel succès qu’on donna son nom à une des figures du quadrille » (p. 97).
  - « La trénitz (parfois appelée Trénis) doit son nom à celui de son auteur Trénitz, homme du monde et danseur plein d’originalité (…) Trénitz était un danseur tellement passionné pour la danse qu’il a laissé une légende assez bizarre ; ses succès lui firent perdre à tel point la raison qu’il termina ses ébats chorégraphiques dans une maison de santé » (p. 313).
- Luigi Illica, Andrea Chénier, acte II :

Bersi : Tempo di ballare una trenitz (L’Incredibile entra in mezzo arditamente fra Bersi e Roucher).
L’incredibile : Procace Bersi, qui sono ancor per te ! Meco giù scendi ?
Bersi : Per poco ?
Chénier : Una meravigliosa !
L’Incredibile : Non ti chiedo che una trenitz...